# 俄美公司

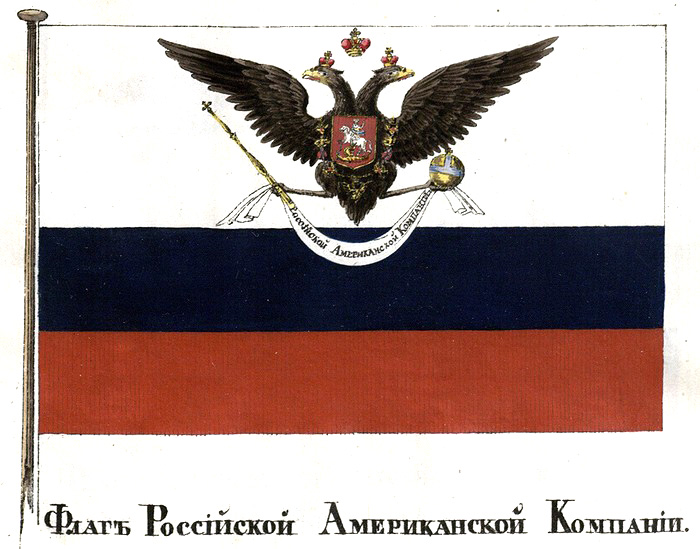
1835年的俄美公司旗

俄美公司（俄语：Русско-американская компания）是一個半官方性質的殖民貿易公司，由格里戈里·舍利霍夫和尼古拉·列扎諾夫共同創辦，並在1799年得到沙皇保羅一世的特許。
此20年的特許賦予俄美公司在俄属美洲、阿留申群島至北緯55度地區的貿易壟斷權。於1821年，第二次特許更使公司的控制權擴張到了北緯51度。根據特許，三分之一的公司利潤將給予俄皇。
從1790年至1818年，在亞歷山大·巴拉諾夫的管理下，俄美公司在新阿爾漢格爾斯克（今日的錫特卡）建立一個永久據點，並以此地來組織日漸繁榮的皮草貿易。
但自從1820年代之後，公司的利潤開始減少。而早在1818年俄國政府便從持有特權狀的商人手中收回了俄美公司的所有權。费迪南德·冯·弗兰格尔，一個探險家兼俄國官員，成為國營時期的第一任總裁。於1867年，當阿拉斯加易手之後，當地的控制權轉交給美國，俄美公司停止了一切商業活動。而俄美公司的商業所有權則全部賣給位於舊金山的Hutchinson, Kohl & Company。

## 俄美公司经理主管
- 1799-1818  亚历山大·安德烈耶维奇·巴拉诺夫
- 1818 路德维希·冯·哈格迈斯特（英语：Ludwig von Hagemeister）
- 1818-1820 谢苗·伊万诺维奇·亚诺夫斯基（英语：Semyon Yanovsky）
- 1820-1825 马特维·伊万诺维奇·穆拉维约夫（英语：Matvey Muravyev）
- 1825-1830 彼得·叶戈洛罗奇·奇斯佳科夫（英语：Pyotr Yegorovich Chistyakov）
- 1830-1835 费迪南德·冯·弗兰格尔
- 1835-1840 伊万·安东诺维奇·库普列亚诺夫（英语：Ivan Kupreyanov）
- 1840-1845 阿尔维德·阿道夫·埃托伦（英语：Arvid Adolf Etholén）
- 1845-1850 米哈伊尔·德米特里耶维奇·捷边科夫（英语：Mikhail Tebenkov）
- 1850-1853 尼古拉·雅科夫列维奇·罗森堡（英语：Nikolay Yakovlevich Rosenberg）
- 1853-1854 亚历山大·伊里奇·鲁达科夫（英语：Aleksandr Rudakov）
- 1854-1859 斯捷潘·瓦西里耶维奇·沃耶沃茨基（英语：Stepan Vasiliyevich Voyevodsky）
- 1859-1864 约翰·汉普斯·富鲁耶尔姆（英语：Johan Hampus Furuhjelm）
- 1864-1867 德米特里·彼得罗维奇·马克苏托夫（英语：Dmitry Petrovich Maksutov）